# Магальяйнш Песоа
«Магальяйш Песоа» або «Ештадіу Др. Магальяйш Песоа» (порт. Estádio Dr. Magalhães Pessoa) — стадіон у місті Лейрії, в центральній частині Португалії. Був збудований спеціально до Чемпіонату Європи з футболу 2004. Автором проєкту стадіону був архітектор Томаш Тавейра, у доробку якого є ще два португальські стадіони — Алваладе XXI та Муніципальний стадіон в Авейру. Згідно з проєктом, на стадіоні є легкоатлетичні доріжки для проведення відповідних змагань. Стадіон залишився єдиним португальським недобудованим стадіоном (північна трибуна). Є домашнім стадіоном місцевого футбольного клубу «Уніан Лейрія».

## Важливі події
У 2004 році крім європейської першості, стадіон приймав легкоатлетичні змагання національного рівня, а у 2006 році тут відбувся матч за Суперкубок Португалії, в якому ФК «Порту» святкував перемогу над «Віторією» з Сетубала. Наступного року «Порту» поступився лісабонському «Спортінгу».
23 січня 2021 тут відбувся фінал португальської ліги.

## Матчі збірної Португалії
| #  | Дата              | Рахунок | Суперник  | Турнір                                        |
| -- | ----------------- | ------- | --------- | --------------------------------------------- |
| 1. | 19 листопада 2003 | 8–0     | Кувейт    | Товариський матч                              |
| 2. | 8 вересня 2004    | 4–0     | Естонія   | Чемпіонат світу з футболу 2006 (кваліфікація) |
| 3. | 17 листопада 2007 | 1–0     | Вірменія  | Євро 2008 (кваліфікація)                      |
| 4. | 26 березня 2011   | 1–1     | Чилі      | Товариський матч                              |
| 5. | 26 травня 2012    | 0–0     | Македонія | Товариський матч                              |
| 6. | 5 березня 2014    | 5–1     | Камерун   | Товариський матч                              |
| 7. | 25 березня 2016   | 0–1     | Болгарія  | Товариський матч                              |
| 8. | 29 березня 2016   | 2–1     | Бельгія   | Товариський матч                              |
| 9. | 14 листопада 2017 | 1–1     | США       | Товариський матч                              |

## Євро-2004
Під час Чемпіонату Європи з футболу 2004 стадіон приймав два групових матчі за участю збірних команд Швейцарії, Хорватії та Франції:
| Дата      | Матч                 | Рахунок | Раунд          |
| --------- | -------------------- | ------- | -------------- |
| 13 червня | Швейцарія — Хорватія | 0:0     | Матч групи «B» |
| 17 червня | Хорватія — Франція   | 2:2     | Матч групи «B» |

## Галерея

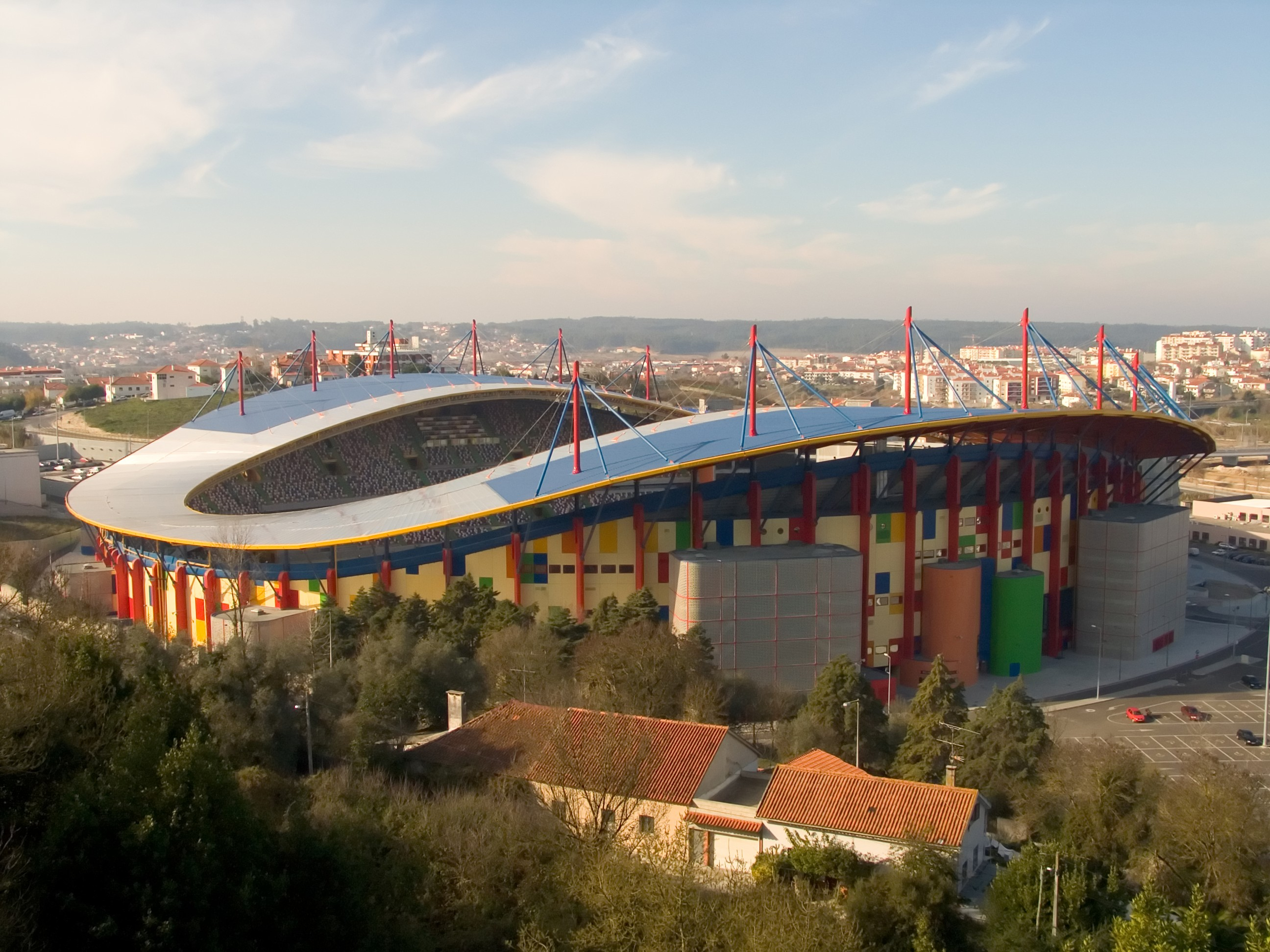
Зовнішній вигляд
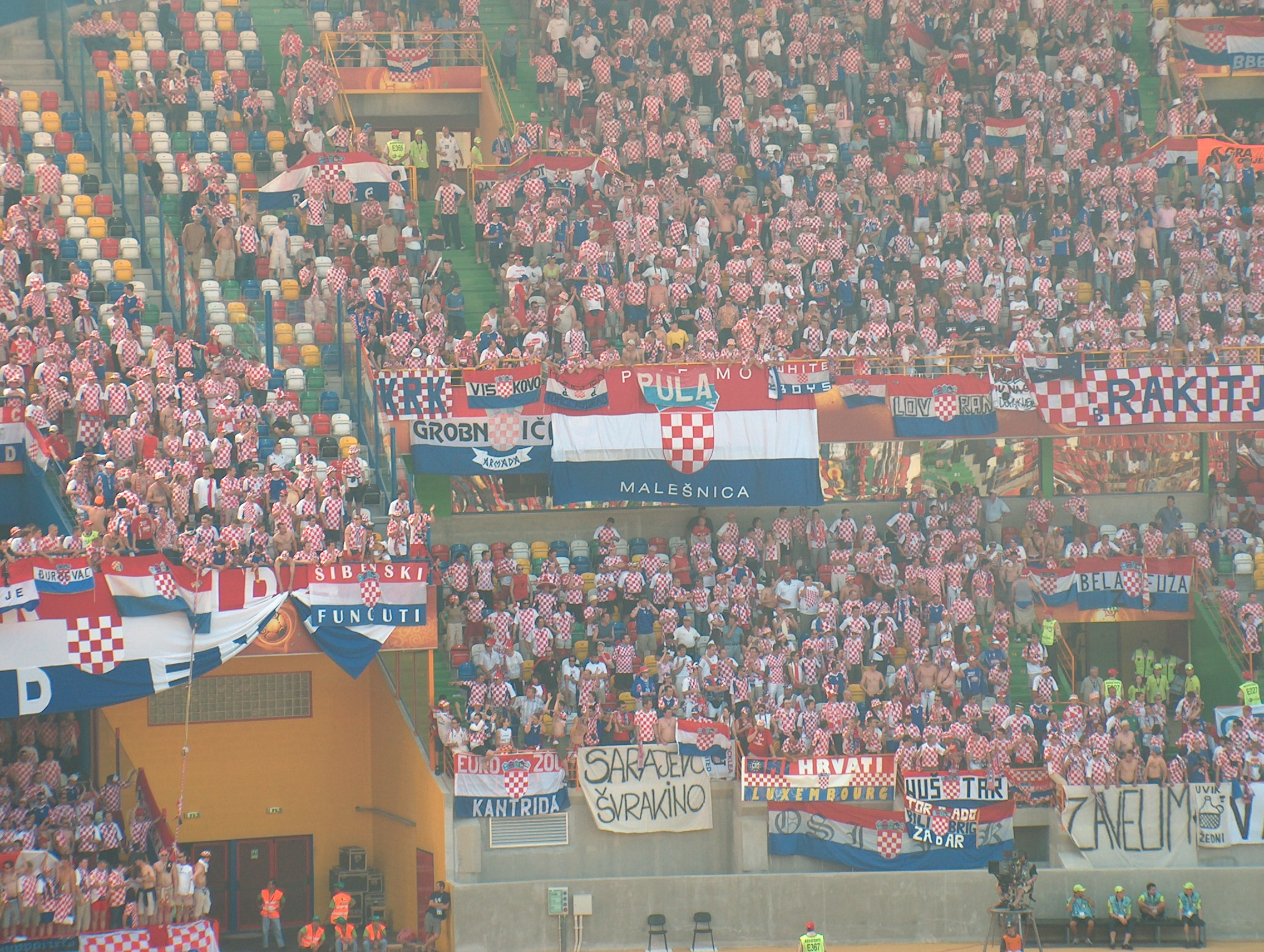
Стадіон під час гри Швейцарії-Хорватії